# Shāriyah
Shāriyah (en árabe: شارِية‎: c. 815, Basora — c. 870) fue una qayna («esclava cantora») abásida, que disfrutó de una posición prominente en la corte de Al-Wathiq (r. 842–847).

## Biografía
La fuente principal para la vida de Shāriyah es la obra del siglo X Kitab al-Aghānī de Abu'l-Faraj al-Isfahani.
Shāriya parece haber sido hija ilegítima de un qurashī y fue vendida como esclava por una mujer que reclamaba ser su madre al príncipe abasí Ibrahīm ibn al-Mahdī, hijo del tercer califa abasí, al-Mahdi (r. 775–785), y medio hermano del quinto califa Harún al-Rashid (r. 786–809) y la poetisa y princesa ‘Ulayya bint al-Mahdi. Hubo más tarde alguna disputa sobre la venta, cuando la supuesta madre de Shāriyah trató de alegar que había nacido libre, en un esfuerzo por sacar provecho del éxito de su hija; pero Ibrahīm retuvo la propiedad de Shāriya hasta que fue manumitida durante el reinado de al-Muʿtaṣim (r. 833–842) o al-Wathiq. Su éxito más grande fue en la corte de al-Wathiq.

## Obras
El testimonio más importante de la poesía y la habilidad de Shāriyah se conserva en la descripción de un concurso musical entre ella y su rival más mayor Arib al-Ma'muniyya (y sus respectivas compañías de esclavas cantoras) en Samarra, informada en el libro de Abū 'l-Faraj al-Iṣfahānī  Kitāb al-Aghānī. Probablemente tuvo lugar durante el reinado de al-Mutawakkil (r. 847–861). La descripción es también un importante testimonio de las actividades de las músicas en la vida cortesana abásida. Según la cuenta, "en aquel tiempo, la gente refinada y bien educada se dividía en dos comunidades – una apoyaba a ‘Arīb (‘Arībiyya) y la otra apoyaba a Shāriya (Shārawiyya). Cada partido favorecía a la cantante que admiraba en términos de aplauso, ṭarab [momentos culminantes], e improvisación".

El relato comienza:

Un día nos sentamos juntos en la casa de Abū ‘Isa ibn al-Mutawakkil, quien nos había invitado a beber por la mañana. Conmigo estaban también Ja‘far ibn al-Ma'mun, Sulaymān ibn Wahb e Ibrāhīm ibn al-Mudabbir, además ‘Arīb y Shāriya y sus jóvenes cantoras. Estábamos todos llenos de alegría, cuando Bi'a, esclava cantora de ‘Arīb, cantó:

Oh, mujer criticadora, aumentas tu estúpida culpa, no culpándome a mí por culpa o vergüenza real.

Esta canción era por ‘Arīb. Entonces ‘Irfān cantó:

Y si mi corazón quiere que mi amada se separe, hay dos defensores que abogan por su causa en lo profundo de mi corazón, sus trenzas.

Esta canción era por Shāriya.